# هارييت ويلر
هارييت ويلر (بالإنجليزية: Harriet Wheeler)‏ هي مغنية بريطانية، ولدت في 26 يونيو 1963.

## روابط خارجية
- هارييت ويلر على موقع IMDb (الإنجليزية)